# Ser Campeão é Detalhe - Democracia Corinthiana
Ser Campeão é Detalhe – Democracia Corinthiana é um documentário brasileiro de curta metragem sobre o movimento esportivo e político chamado de Democracia Corintiana.

## Sinopse
O filme conta as origens e desenvolvimento da Democracia Corintiana que proporcionou uma maior liberdade de expressão e organização dos jogadores do Corinthians e conquistou o bicampeonato paulista de futebol em 1982 e 1983. O filme conta com depoimentos dos ex-jogadores Sócrates, Wladimir, Zenon e Biro-Biro, de torcedores ilustres tais como o publicitário Washington Olivetto e o jornalista Juca Kfouri e de dirigentes como Adilson Monteiro Alves.

## Prêmios e Indicações
| Ano  | Prêmio                  | Indicação           | Resultado | Ref.  |
| ---- | ----------------------- | ------------------- | --------- | ----- |
| 2012 | CINEfoot São Paulo 2012 | Prêmio Porta Curtas | Venceu    | [ 4 ] |